# Saarijärvi (sjö i Finland, Lappland, lat 68,20, long 23,90)
Saarijärvi är en sjö i Finland. Den ligger i kommunen Enontekis i landskapet Lappland, i den norra delen av landet, 900 km norr om huvudstaden Helsingfors. Saarijärvi ligger 405,1 meter över havet. Arean är 32,3 hektar och strandlinjen är 3,31 kilometer lång. Sjön  ingår i Torne älvs huvudavrinningsområde. 